# 모달 재즈

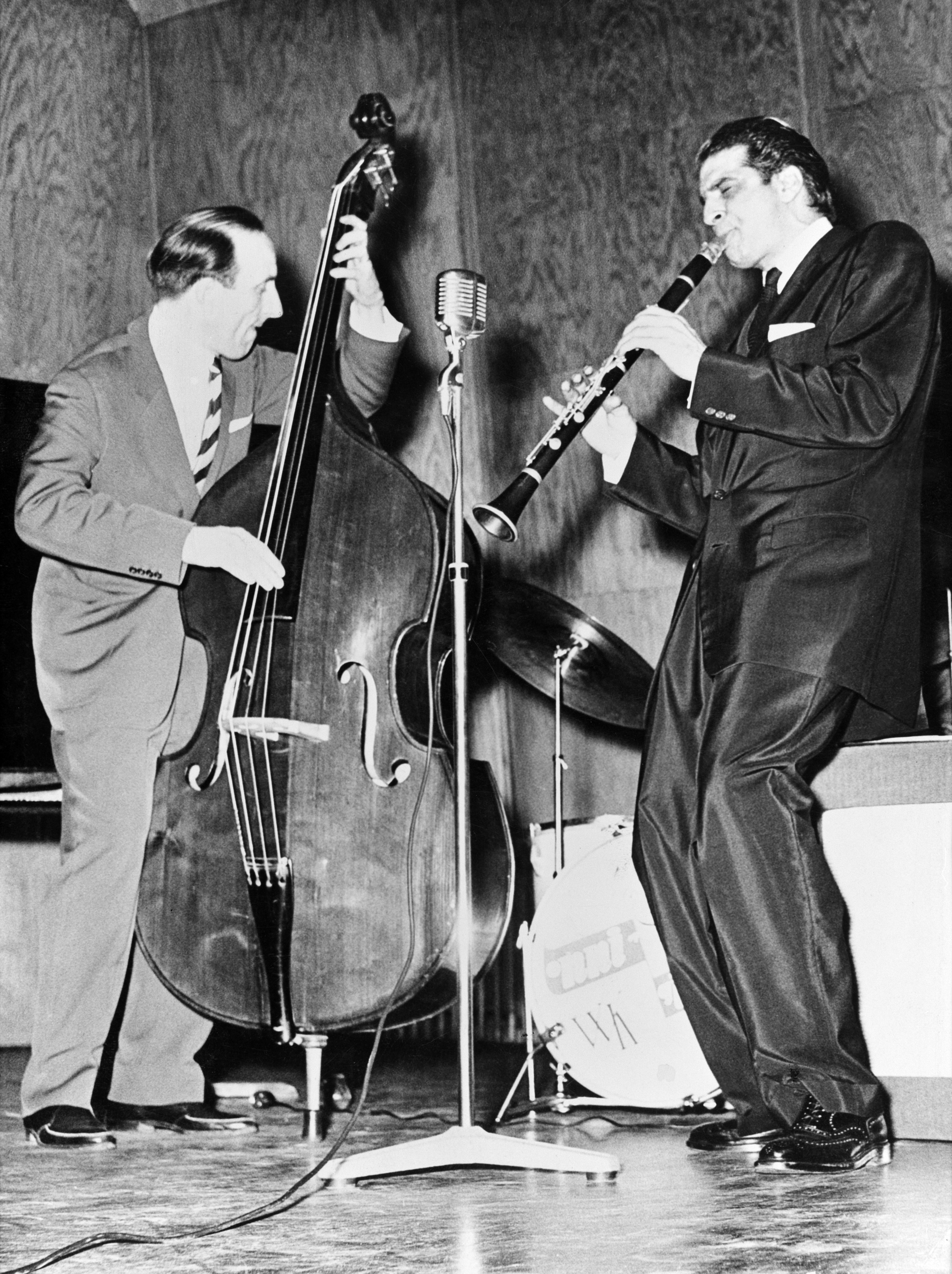

모달 재즈(Modal jazz) 또는 모들 재즈는 코드 진행이 아닌 모드 (선법)를 사용하여 연주되는 재즈로, 모던 재즈의 하위 장르 중 하나이다.
모달 재즈는 음악 모드를 사용하는 재즈로, 곡 전체에 사용되는 하나의 음조 중심에 의존하는 대신 코드를 동반하기 위해 종종 모드 사이에서 조절한다. 선례가 존재하지만 모달 재즈는 작곡가 조지 러셀(George Russell)의 1953년 저서 《Lydian Chromatic Concept of Tonal Organisation》에서 이론으로 구체화되었다.
현재에 영향을 미치긴 했지만, 모달 재즈는 1950년대와 1960년대에 가장 인기가 많았으며, 이는 마일스 데이비스(Miles Davis)의 1958년 작곡 "Milestones"와 1959년 앨범 Kind of Blue, 1960년부터 1965년까지 존 콜트레인의 4중주곡의 성공에서 알 수 있다. 두 아티스트 모두 러셀(Russell)에서 직접 영감을 받았다.